# Tysklands socialdemokratiska parti
Tysklands socialdemokratiska parti (ty: Sozialdemokratische Partei Deutschlands, SPD) är det äldsta av de större politiska partierna i Tyskland. SPD är medlem av Socialistinternationalen och Europeiska socialdemokratiska partiet.
Sedan 1949 har partiet varit ett av den tyska förbundsrepublikens två stora politiska partier, jämte Kristdemokratiska unionen (CDU). Från 1969 till 1982 och från 1998 till 2005 var landets regeringschef (förbundskanslern) socialdemokrat; övriga tiden har kanslerna varit kristdemokrater. 2013–2021 ingick SPD i en CDU-ledd koalitionsregering (regeringarna Merkel III och Merkel IV); även 1966–1969 samt 2005–2009 ingick de partierna samtidigt i den förbundsregeringen. 
Sedan december 2021 är Saskia Esken och Lars Klingbeil partiets ordförande på förbundsnivå.
I februari 2021 ingick SPD i elva av förbundsländernas regeringar och innehade posten som ministerpresident (regeringschef) i sju av dessa.
I valet 2021 bröt partiet sin nedåtgående trend och ökade till 25,7% och blev därmed största parti i förbundsdagen. Partiets kanslerkandidat Olaf Scholz kunde i december 2021 tillträda som första socialdemokratiska kansler på sexton år för en koalitionsregering mellan SPD, FDP och Die Grünen (trafikljuskoalitionen).

## Historia
Socialdemokratiska arbetarepartiet (SDAP) under ledning av August Bebel och Wilhelm Liebknecht och Allmänna tyska arbetareföreningen (ADAV) gick samman till Socialistiska arbetarepartiet (SAP) vid en partikongress 1875 i staden Gotha. I samband med detta antogs Gothaprogrammet  som har även varit viktigt för den svenska socialdemokratin
Det nya partiet ändrade 1890 sitt namn till det nuvarande. Erfurtprogrammet antogs vid partikongressen i Erfurt 1891 på förslag av Karl Kautsky och skrivet av honom och Eduard Bernstein.  Med detta program, skrivet av Karl Kautsky och Eduard Bernstein, blev Tysklands socialdemokratiska parti (SPD) 1891 det första masspolitiska marxistiska partiet. Bernstein menade dock att marxismen måste revideras för att kunna ligga till grund för en socialistisk politik. Medelklassen och tjänstemannagrupperna ökade, samtidigt som de sociala skillnaderna mellan dessa minskade. Enligt Bernstein skulle denna utveckling leda till att kapitalismen urholkades och på sikt skulle leda till framväxten av en socialistisk politik utan de omstörtningar Marx hade förutspått. Konflikter mellan anhängare till Bernstein och traditionella marxister kom att ge upphov till den så kallade revisionismstriden, där den ortodoxa och revolutionära uppfattningen företräddes av politiker som Karl Kautsky och August Bebel. Även till Sverige, där den tyska socialdemokratin länge utgjort den främsta impulskälla spred sig schismen.
Under första världskriget splittrades partiet på grund av partiledningens stöd för regeringens hållning i kriget, och ett krigskritiskt utbrytarparti, USPD, skapades av bland andra Rosa Luxemburg. Den kvarvarande majoritetsfalangen gick under partibeteckningen MSPD fram till 1922, då USPD:s högerflygel återförenades med MSPD och återbildade SPD. Weimarrepublikens förste rikspresident var socialdemokraten Friedrich Ebert. 
Under åren har partiet antagit ett antal olika program, bland andra Görlitzprogrammet, Heidelbergprogrammet, Godesbergprogrammet,  Berlinprogrammet (1989) och Hamburgprogrammet (Hamburger Programm. Grundsatzprogramm der Sozialdemokratischen Partei Deutschlands) (2007). 

### Opposition 1949–1966
Efter andra världskriget leddes SPD av Kurt Schumacher. SPD i den sovjetiska ockupationssektorn (senare Östtyskland) försvann då KPD tillsammans med det östtyska SPD fusionerades till Tysklands socialistiska enhetsparti (SED). I det första valet till den västtyska förbundsdagen förlorade SPD och Schumacher knappt till CDU/CSU under ledning av Konrad Adenauer. Under de första åren var partiet mycket kritiskt till den marknadsekonomi som CDU/CSU drev igenom och man krävde förstatligande av industrier. Man var även emot närmandet till USA och Västeuropa och ville i stället arbeta för en återförening med Östtyskland. SPD arbetade för ett politiskt neutralt Tyskland och var även emot att landet åter fick en armé, vilket skedde 1956. 
Förbundsdagsvalen 1953 och 1957 innebar besvikelser för partiet och en förändring av politiken stod för dörren och 1959 antogs Bad Godesbergprogrammet. Nu kom partiet att acceptera bindningen till västmakterna, men framförallt gick man från att vara ett i det närmaste marxistiskt parti till ett brett socialdemokratiskt parti. Detta innebar en comeback för partiet som förbättrade sina valresultat 1961 och 1965.  

### Första storkoalitionen 1966–1969
1966 blev SPD regeringsparti för första gången sedan Weimarrepubliken. Partiet bildade nu en storkoalition med CDU/CSU. Kurt Georg Kiesinger (CDU) var förbundskansler, medan socialdemokraternas partiledare Willy Brandt blev vicekansler och utrikesminister.

### Koalitionen med FDP 1969–1982

Willy Brandt (till vänster) och Richard Nixon.

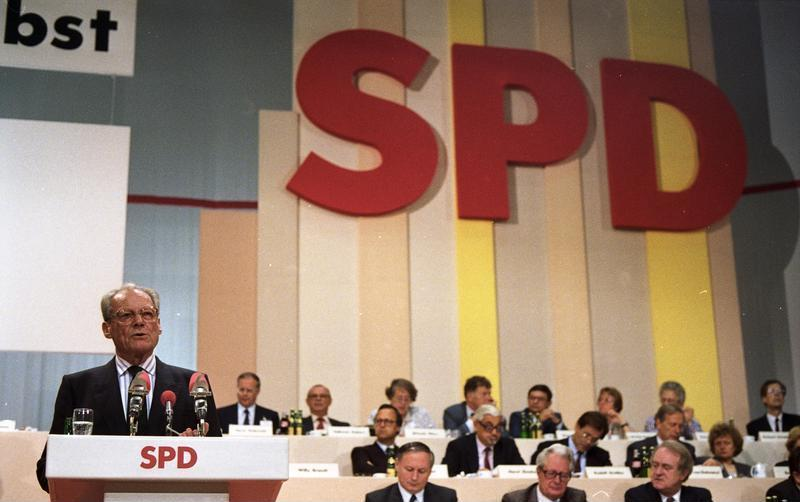
Willy Brandt talar på partistämman i Münster 1988.

1969 kunde SPD under Willy Brandt bilda regering tillsammans med det liberala FDP som koalitionspartner. Brandt blev förbundskansler (regeringschef), medan FDP:s ledare Walter Scheel blev utrikesminister. De två kom att bilda ett tandempar som tillsammans drev igenom bland annat den nya västtyska utrikespolitiken. Brandt hade tillsammans med Egon Bahr arbetet fram Ostpolitik som innebar ett västtyskt närmande till östblocket sedan början av 1960-talet. 
1974 avgick Brandt som förbundskansler i samband med Guillaume-affären. Helmut Schmidt blev ny socialdemokratisk regeringschef, men Brandt fortsatte som partiordförande.
Från slutet av 1970-talet blev det allt tydligare att SPD och FDP kommit långt ifrån varandra men koalitionen höll även efter förbundsdagsvalet 1980 som man vann med den sittande Schmidt som kanslerskandidat. År 1982 följde en regeringskris som utlöstes av FDP under Hans-Dietrich Genscher och innebar att FDP i stället bildade regering med CDU/CSU.

### Opposition 1982–1998
1982 förlorade SPD regeringsmakten efter att Schmidt förlorat ett konstruktivt misstroendevotum i förbundsdagen. Koalitionspartnern FDP lämnade samarbetet och bildade en ny regering med CDU/CSU. SPD kunde inte återvinna regeringsmakten 1983 med Hans-Jochen Vogel och inte heller 1987 med Johannes Rau som kanslerskandidat. I samband med valet 1990 efter den tyska återföreningen misslyckades man återigen att återta makten med Oskar Lafontaine, som framstod som alltför skeptisk inför återföreningen.
Berlinprogrammet antogs på SPD:s partikongress 20 december 1989 i Berlin och ersatte det 1959 antagna Bad Godesbergprogrammet.

### Nya mitten 1998–2005
Först 1998 – efter Helmut Kohl-eran i tysk politik – återfick SPD regeringsmakten och bildade koalitionsregering tillsammans med Allians 90/De gröna, som representanter för Die Neue Mitte (Den nya mitten).

### Andra storkoalitionen 2005–2009
Från 2005 till 2009 hade Tyskland för andra gången en så kallad storkoalition, en regering med representanter från partierna CDU/CSU och SPD.
Måndagen den 31 oktober 2005 meddelade SPD:s ordförande Franz Müntefering att han skulle lämna sitt uppdrag, mitt under de pågående förhandlingarna med kristdemokratiska CDU/CSU om att bilda en koalitionsregering med Angela Merkel, ledare för CDU, som förbundskansler. Tidigare hade också den dåvarande förbundskanslern Gerhard Schröder meddelat att han skulle dra sig tillbaka från tysk politik så fort den nya regeringen i landet var på plats.

### Opposition 2009–2013
Efter 2009 års förbundsdagsval avgick den kristdemokratisk–socialdemokratiska Regeringen Merkel I. I stället bildade kristdemokraterna regering tillsammans med FDP (Regeringen Merkel II) och SPD fick åter bli ett oppositionsparti.
Inför förbundsdagsvalet 2013 eftersträvade SPD:s kanslerskandidat Peer Steinbrück att få till stånd en ny röd-grön regering. Allianser med Piratpartiet eller Die Linke var uteslutna. Dessutom ville han inte på nytt vara minister i en regering ledd av Angela Merkel. SPD fick bara 25,7 procent av rösterna, vilket var otillräckligt för att kunna bilda en röd-grön regering. CDU:s koalitionspartner FDP lyckades inte få tillräckligt med röster för att hålla sig kvar i förbundsdagen, varför CDU/CSU inledde sonderingssamtal med SPD.

### Tredje storkoalitionen 2013-2021

#### Regeringen Merkel III
Sedan december 2013 regerades Tyskland för tredje gången av en storkoalition med CDU/CSU och SPD, med CDU:s Angela Merkel som förbundskansler. Sigmar Gabriel, som de första åren var SPD:s partiledare, var vicekansler under den första regeringsperioden, 2013–2018.

#### Regeringen Merkel IV
Regeringen Merkel IV tillträdde i mars 2018. Vicekansler var SPD:s Olaf Scholz, som även var finansminister.

### Trafikljuskoalitionen
Olaf Scholz var SPD:s kanslerkandidat inför förbundsdagsvalet 2021 som hölls den 26 september. Valet resulterade i förhandlingar om en så kallad trafikljuskoalition med socialdemokraterna (rött), liberalerna (gult) och De gröna (grönt). Socialdemokraten Olaf Scholz ledde förhandlingarna. I december 2021 tillträdde Regeringen Scholz med dessa tre partier.

## Medlemskap
SPD har cirka 500 000 medlemmar och cirka 12 000 föreningar. Det finns olika typer av föreningar inom partiet. En typ är Arbeitsgemeinschaften (AG) som motsvarar förbund inom Sveriges socialdemokratiska arbetareparti:
- AG der Jungsozialistinnen und Jungsozialisten (Jusos) – ungdomsförbund
- AG für Arbeitnehmerfragen (AfA) – arbetstagarfrågor
- AG sozialdemokratischer Frauen (ASF) – kvinnoförbund
- AG SPD 60 plus – seniorförbund
- AG der Sozialdemokratinnen und Sozialdemokraten im Gesundheitswesen (ASG) – förbund för sjukvårdspersonal
- AG für Bildung (AfB) – internutbildning
- AG sozialdemokratischer Juristinnen und Juristen (ASJ) – för jurister
- AG Selbstständige (AGS) – för egenföretagare
- AG Lesben und Schwule in der SPD (Schwusos) – för hbt-personer
- AG Migration und Vielfalt – migration och mångfald
- AG Selbst Aktiv – för funktionshindrade

För att bli medlem måste man vara minst 14 år. 31 procent av medlemmarna är kvinnor, 44 procent är äldre än 60. För att bli medlem får man inte vara medlem i konkurrerande eller fientliga organisationer såsom andra politiska partier, Scientologkyrkan, Vereinigung der Verfolgten des Naziregimes eller vissa studentförbund (Burschenschaft).  

## Kända SPD-politiker

### Partiordförande
- Kurt Schumacher (1946–1952)
- Erich Ollenhauer (1952–1963)
- Willy Brandt (1964–1987)
- Hans-Jochen Vogel (1987–1991)
- Björn Engholm (1991–1993)
- Rudolf Scharping (1993–1995)
- Oskar Lafontaine (1995–1999)
- Gerhard Schröder (1999–2004)
- Franz Müntefering (2004–2005)
- Matthias Platzeck (2005–2006)
- Kurt Beck (2006–2008)
- Franz Müntefering (2008–2009)
- Sigmar Gabriel (2009–2017)
- Martin Schulz (2017–2018)
- Andrea Nahles (2018–2019)
- Saskia Esken och Norbert Walter-Borjans (2019–2021)
- Saskia Esken och Lars Klingbeil (2021–)

### Övriga
- Friedrich Ebert (rikskansler 1918 och rikspresident 1919–1925)
- Gustav Heinemann (förbundspresident 1969–1974)
- Paul Löbe (ordförande för riksdagen 1920–1924 och 1925–1932)
- Johannes Rau (förbundspresident 1999–2004)
- Ernst Reuter (Berlins borgmästare 1948–1953)
- Otto Schily (försvarsadvokat för medlemmar i Röda armé-fraktionen under 1970-talet, medgrundare av De gröna 1980, inrikesminister 1998–2005)
- Carlo Schmid (en av de viktigaste författarna av Tysklands grundlag 1949, nyckelperson för att främja relationen med Frankrike efter kriget, minister 1966–1969)
- Helmut Schmidt (förbundskansler 1974–1982)
- Olaf Scholz ( vice förbundskansler och finansminister 2018-)
- Herbert Wehner (tidigare kommunist, senare med i SPD:s partiledning, minister för gemensamma tyska frågor 1966–1969)